# Evangelische Kirche (Langenhain)

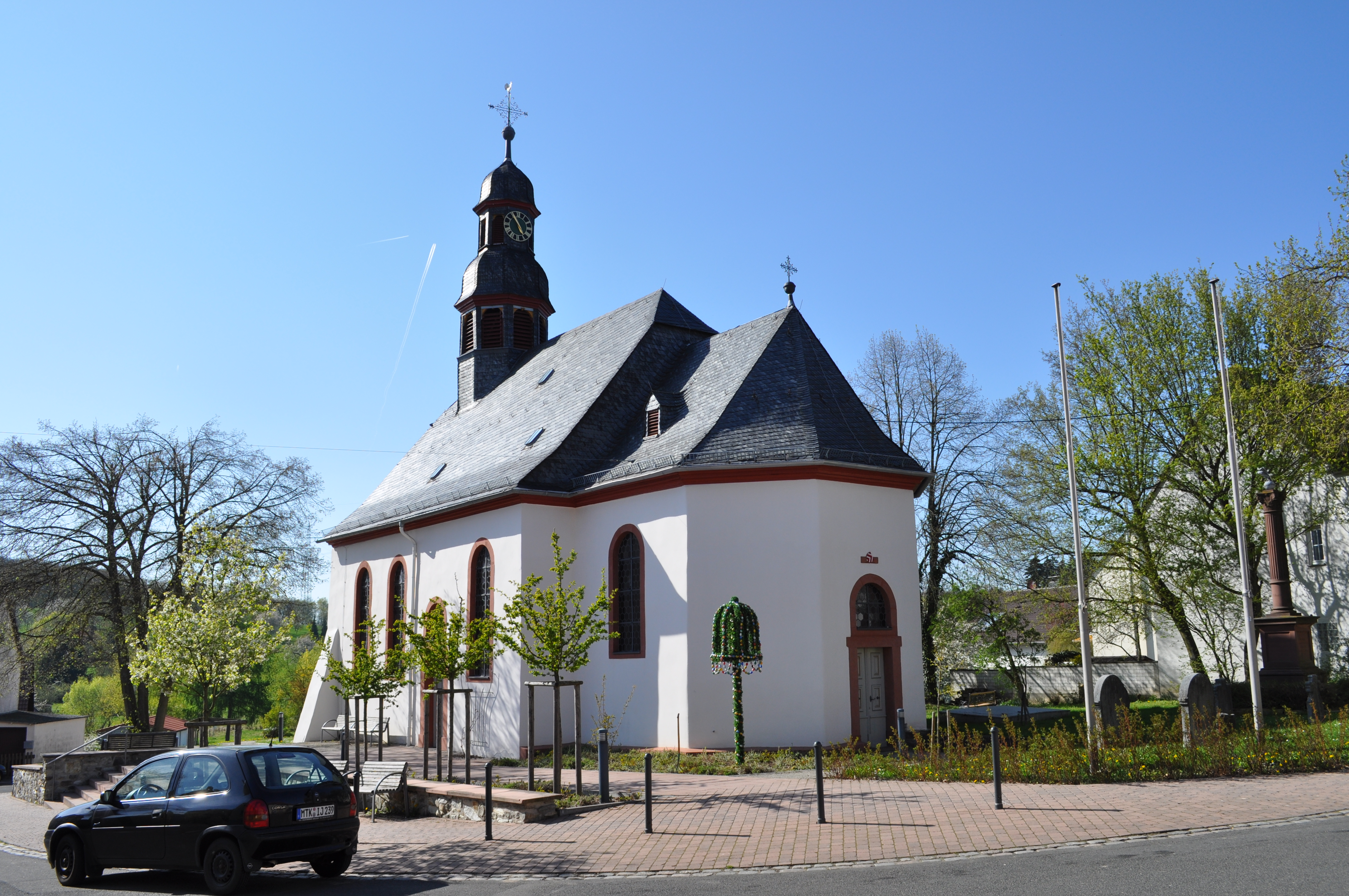
Evangelische Kirche in Langenhain

Die Evangelische Kirche Langenhain ist ein denkmalgeschütztes Kirchengebäude, das in Langenhain steht, einem Stadtteil der Kreisstadt Hofheim am Taunus im Main-Taunus-Kreis in Hessen. Die Kirchengemeinde gehört zum Dekanat Kronberg in der Propstei Rhein-Main der Evangelischen Kirche in Hessen und Nassau.

## Beschreibung
Die Saalkirche wurde auf Veranlassung von Johann Conrad Lichtenberg, dem Vater von Georg Christoph Lichtenberg 1747–49 umgebaut. Sie besteht aus einem kurzen Kirchenschiff und einem eingezogenen, dreiseitig geschlossenen Chor im Osten. Das Portal, über dem sich das Wappen der Herren von Eppstein befindet, ist an der Stirnseite des Chors. Der Giebel im Westen wird von Strebepfeilern gestützt. Die Wände sind verputzt, die Laibungen der Bogenfenster und des Portals bestehen aus Sandstein. Aus dem Satteldach des Kirchenschiffs, das zum Chor hin einen Krüppelwalm hat, erhebt sich im Westen ein achteckiger Dachreiter, der hinter seinen Klangarkaden den Glockenstuhl beherbergt. Darauf sitzt eine glockenförmige Haube, die von einer Laterne mit der Turmuhr gekrönt ist. Der Innenraum ist mit einer Flachdecke überspannt, die mit Ornamenten aus Stuck verziert ist. An der nördlichen Längsseite und im Westen wurden auf Säulen Emporen errichtet, deren Brüstungen bemalt sind. Die Kanzel und ihr Schalldeckel stehen am Chorbogen. Die erste Orgel von Philipp Ernst Wegmann mit 9 Registern, einem Manual und einem Pedal wurde 1770 auf die Empore im Osten des Chors aufgestellt. 1909 war sie unbespielbar. Eine neue Orgel mit 11 Registern, 2 Manualen und einem Pedal wurde von Friedrich Weigle erworben. 1977 wurde sie, weil die Reparatur zu teuer war, durch eine elektronische Ahlborn-Orgel ersetzt. 2012 wurde die Weigle-Orgel, die mittlerweile unter Denkmalschutz stand, durch Christian Scheffler restauriert.